# 7910 Aleksola
7910 Aleksola eller 1976 GD2 är en asteroid i huvudbältet som upptäcktes den 1 april 1976 av den rysk-sovjetiske astronomen Nikolaj Tjernych vid Krims astrofysiska observatorium på Krim. Den har fått sitt namn efter den ryske astronomen Aleksandr Anatoljevitj Solovjov.
Asteroiden har en diameter på ungefär fem kilometer.